# Pat Garrett & Billy the Kid (album)
Pat Garrett & Billy the Kid is het 12e studioalbum van Bob Dylan met de muziek en liedjes, die gebruikt werden voor de film Pat Garrett & Billy the Kid van regisseur Sam Peckinpah. Het album werd uitgebracht op 13 juli 1973, twee maanden nadat de western in première was gegaan. Dylan speelde ook een bijrol in de film als het personage Alias. Scriptschrijver Rudy Wurlitzer, een vriend van Dylan, had  aan Metro-Goldwyn-Mayer voorgesteld hem in ruil voor de muziek een rol in de film te geven. Producer Gordon Carrol ging akkoord, maar Peckinpah, die Roger Miller in gedachten had reduceerde die rol tot een bijrolletje.

## De opnames
De film werd opgenomen in Durango in Mexico, het werk aan de soundtrack begon in Mexico-Stad en werd in februari 1973 in Californië afgerond. Als musici werden Booker T. Jones, Roger McGuinn, Bruce Langhorne en Russ Kunkel aangetrokken.

## De nummers
Het album is voornamelijk instrumentaal en bevat slechts twee liedjes, "Billy" en het later beroemd geworden "Knockin' on Heaven's Door".

## Hitnoteringen
Het album bereikte nummer 16 op de Billboard 200 en nummer 29 op de UK Albums Chart. In Nederland werd de albumtop niet gehaald.
- MusicBrainz release group: 443726be-82e0-3d6d-ab2a-2de3099b0dde